# Vannio

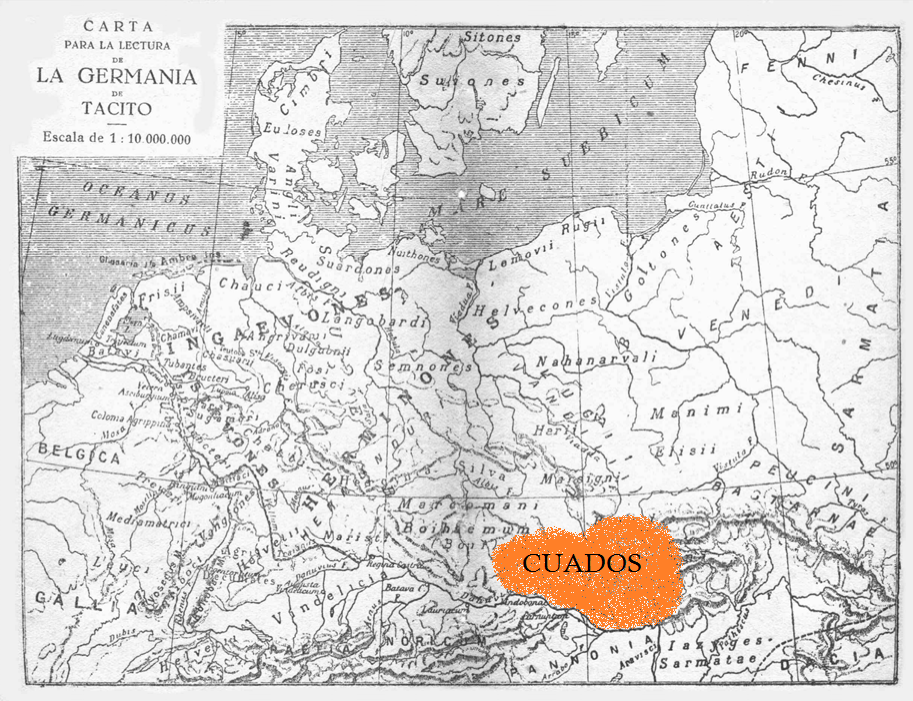
Territorio de los cuados en el siglo I d. C.

Vannio (? - h. 50 d. C.) fue un rey de los cuados durante aproximadamente treinta años en la primera mitad del primer siglo de la era cristiana.

## Vida y ascenso al poder
No hay datos sobre su origen familiar ni de sus primeros años, salvo que pertenecía a la etnia de los cuados (pueblo germánico que se había establecido en la orilla izquierda del Danubio en el territorio de las actuales República Checa y Eslovaquia); tribu que, tiempo después, sería una amenaza constante para la frontera de las provincias de Panonnia y Noricum, y que incluso invadió Italia junto a los marcomanos y lombardos en 167, lo que provocó la campaña del emperador Marco Aurelio.
Hizo su aparición en escena en un momento en que la Germania vivía una época de cambios debido a que se producía el fin del dominio directo romano sobre el territorio comprendido entre el Rin y el Albis (Elba) luego de la fallida expedición contra el reino de Marbod, el desastre del bosque de Teutoburgo y la expedición de castigo de Germánico contra los queruscos (14-16). Tácito nos dice que fue Druso César (hijo y heredero del emperador Tiberio) quien impuso a las tribus suevas (de las que los cuados eran parte) al nuevo soberano, y que el reino de Vannio se extendía desde el Morava y el Vah (Waag) en la actual Hungría.

## Reinado y caída
Parece ser que poseía considerables riquezas debido a la acumulación de tesoros producidos por derechos comerciales e incursiones sobre otros pueblos. Muestra de su poder lo afirma el hecho de que poseía una guardia personal de jinetes guerreros yácigas, un pueblo iranio que habitaba la llanura húngara. Además poseía una serie de fortalezas a las cuales se retiraba en caso de peligro. Al fin, el peligro llegó. Resulta que su hegemonía no estaba bien vista por gran parte de sus vecinos y súbditos debido a que no era este tipo de dominio político la forma tradicional de administración de las tribus que, a medida que quedaban atrás en el tiempo los efectos del dominio romano, iban recordando sus tiempos de independencia tribal. Tácito cuenta que su caída fue producto de una conjuración del caudillo de los hermunduros Vibilio y los sobrinos del propio soberano cuado: Vangión y Sidón.
Al parecer, la conmoción no destruyó el reino aunque si lo debilitó. A lo largo de las décadas el territorio de los cuados sirvió de parada a varias tribus germánicas orientales originarias entre el Oder y el Vístula que migraron en búsqueda de riquezas. Este movimiento de pueblos fue seguido de cerca por Roma por su interés en la defensa de la frontera del Danubio.